# Борщ при Двору
Борщ при Двору (на словенски: Boršt pri Dvoru) е село в Словения, регион Югоизточна Словения, община Жужемберк. Според Националната статистическа служба на Република Словения през 2015 г. селото има 43 жители.